# Umuara juquia
Umuara juquia là một loài nhện trong họ Anyphaenidae.
Loài này thuộc chi Umuara. Umuara juquia được Antonio D. Brescovit miêu tả năm 1997.